# Rivera (Ticino)
Rivera és un municipi del cantó de Ticino (Suïssa), situat al districte de Lugano.